# نافالونغيا
بلدية نافالونغيا (بالإسبانية: Navalonguilla) هي بلدية تقع في مقاطعة آبلة التابعة لمنطقة قشتالة وليون وسط إسبانيا.

## الديموغرافيا
بلغ عدد سكان بلدية نافالونغيا 300 نسمة عام 2011 (وفقاً للمعهد الوطني للإحصاء الإسباني).
| 469 | 451 | 423 | 389 | 361 | 329 | 300 |